# Веннесланд, Тор
Тор Веннесланд (норв. Tor Wennesland, род. 21 августа 1952) — норвежский дипломат.
Получил кандидатскую степень в области богословия; был впервые принят на работу в Министерство иностранных дел в 1983 году. Накануне референдума о членстве Норвегии в ЕС с 1992 года был генеральным секретарем Европейского движения в Норвегии, после его проведения вернулся в Министерство иностранных дел в 1995 году. В 1996 году некоторое время был советником министра планирования Терье Рёд-Ларсена. 
С 2007 по 2008 год был советником Тони Блэра в качестве посланника «Ближневосточного квартета» на Ближнем Востоке. В 2008 году он был назначен советником министров посольства Норвегии в Тель-Авиве в Израиле и главой представительства Норвегии при Палестинской автономии в Рамалле.  27 мая 2011 года он был назначен послом в Каире. Аккредитация в Ливии по совместительству последовала 25 мая 2012 года. 
21 декабря 2020 года Тор Веннесланд был назначен специальным координатором ООН по ближневосточному мирному процессу, заменив на этом посту Николая Младенова. В настоящее время он является специальным представителем Норвегии в ближневосточном мирном процессе, в том числе отвечает за председательство Норвегии в Специальном комитете по связи (AHLC) по Палестине. Он был представителем Норвегии в Палестинской автономии с 2007 по 2011 год и послом Норвегии в Египте и Ливии с 2012 по 2015 год.
Веннесланд также был генеральным секретарём Международной водной академии.